# 郭刚堂
郭刚堂（1970年7月22日—），山东聊城经济开发区李太屯村人，天涯寻亲协会会长，因其子郭新振（1995年4月4日-） 被拐賣后坚持寻子近24年而知名。

## 生平
郭刚堂为山东省聊城市李太屯村人，早年从事货物运输，是村里最早的富裕户。
1997年9月21日，郭刚堂2岁半幼子郭新振在山东聊城开发区家门口玩耍时被一女子唐立霞抱走。
郭刚堂曾同亲友寻找孩子但未果。郭新振走失的当天晚上，李太屯村出动了几百人陪同老郭找儿子，把附近的村子还有城里的小区都找了一个遍。第15天时一个外村人找上门，说孩子在莘县张镇的一户人家，一行人便赶到当地，但没有找到，此后这个人被怀疑借机骗取钱财，被警方抓获调查后判了三年。受此影响，郭刚堂不再相信别人会提供线索，遂决定骑摩托车寻找孩子。
郭刚堂最初寻子的线索来自报纸，看到解救被拐卖儿童的事件便立即赶到那里。寻子花光了家中积蓄，还经常碰到一些骗子和假信息，几年下来郭刚堂已是欠债不少。在1999年，郭刚堂为了寻子就花费了20万元人民币。为此郭刚堂一度考虑过让汽车把自己轧死以获取赔偿金，后因补偿金不够抵债作罢。同年郭刚堂继续寻子，开始一边卖手工艺品一边骑摩托车寻子。
截至2015年，除去新疆、西藏，郭刚堂骑着摩托车走遍了中国大陆其余所有省份以及每个可能有孩子消息的区域，行程逾40万公里。在骑摩托车去了一次浙江，骑行一万五六千公里仍没有找到孩子之后，郭刚堂放弃了骑摩托车寻子。骑摩托车寻子期间，郭刚堂目睹了100多起车祸，其中10多起车祸有人当场死亡，这其中骑摩托车的6个都没有生还。
2012年，郭刚堂创办了天涯寻亲网。2014年9月，郭刚堂创办了天涯寻亲志愿者协会。
郭刚堂执着的寻亲故事引起了中央电视台、山东卫视、凤凰卫视等媒体的关注与报道，他的故事被改编成《寻找》、《失孤》等影视作品。2015年，以他为原型创作的电影《失孤》在中国大陆上映，电影让更多人知道了他寻子的故事，但是并没有直接让郭刚堂找到儿子。另外在电影上映前，宣传方本来答应让他协助电影宣传，郭刚堂本打算可以借此机会告知观众其子郭新振的信息，同时期望电影上映期间其子可以回来，但是上映前三天，宣传方告诉他不用去了，且没有给出理由。

## 後續
2021年7月11日晚上，郭刚堂告诉记者，他失散多年的儿子郭新振已经找到。郭新振在河南被警方找到，郭刚堂与儿子郭新振DNA比对成功，案件是由山东河南两地警方协同破获。7月13日，中华人民共和国公安部新闻发布会并披露，2021年，公安部发起以侦破拐卖儿童积案为主要内容的团圆行动，并将该案挂牌督办；同年6月，公安机关通过技术应用在河南发现疑似郭新振的线索；随后公安部门采集DNA信息进行比对，确认其确实是郭刚堂的儿子；另外当年拐卖郭新振的2名犯罪嫌疑人也已经抓获。同日，《失孤》电影主演刘德华在其个人社交账号上发布一段视频，祝福《失孤》原型郭刚堂找到失散24年的儿子。刘德华说，今天他感觉非常开心，而且非常振奋，佩服郭刚堂的坚持，也向公安机关多年的努力致敬。
2023年12月27日，山东省聊城市中级人民法院依法对案件公开宣判，二名被告（呼富吉、唐立霞）行为均构成拐卖儿童罪。以拐卖儿童罪判处被告人呼富吉死刑，缓期二年执行，剥夺政治权利终身，并处没收个人全部财产，对被告人呼富吉限制减刑；以拐卖儿童罪判处被告人唐立霞无期徒刑，剥夺政治权利终身，并处没收个人全部财产；同时判令兩名被告人共同赔偿附带民事诉讼原告人物质损失人民币50余万元。两名被告均提出上诉。2024年10月30日，山东省高级人民法院做出二审判决，驳回两被告上诉，维持原判。

## 观点
郭刚堂本人恨买孩子的人，但心里也承认，这些买了来路不明孩子的人，让他们有了家、有饭吃。